# Autoroute D2 (Tchéquie)
L’autoroute D2 (en tchèque : Dálnice D2), dite autoroute de Bratislava, est une autoroute tchèque de la région de Moravie-du-Sud, qui va de Brno à Lanžhot, où elle est directement reliée à l'autoroute D2 slovaque au poste frontière de Lanžhot/Kúty.

## Caractéristiques
L'autoroute D2 est longue de 61 km et forme une section de la route européenne 65 (E65).

## Historique
Les premiers projets d'une autoroute reliant Prague à Bratislava remontent aux années 1950. En 1958, fut décidée la préparation de la construction d'une autoroute reliant Prague, Brno et Bratislava. L'autoroute D2 fut intégrée au projet de réseau d'autoroutes et de voies rapides de la Tchécoslovaquie en 1963.
Les travaux de l'actuelle autoroute D2 commencèrent en 1974 avec la construction d'un tronçon de près de 12 km entre Brno et Blučina. La construction des autres tronçons fut lancée au cours des années suivantes. La première section, longue de 23 km entre Brno et Starovice, fut mise en service en 1978. Elle intégrait la première intersection de deux autoroutes sur le territoire tchécoslovaque, l'échangeur de Brno-Sud. Un an plus tard, le tronçon suivant de 2 km de Starovice à Hustopeče fut ouvert, puis en 1980 le tronçon de 36 km de Hustopeče à l'actuelle frontière avec la Slovaquie, en passant par Podivín et Břeclav. 
En 1992, à la suite de la division de la Tchécoslovaquie en deux États distincts, un poste de douane fut aménagé sur l'autoroute, au km 56, près de Lanžhot, pour le passage de la frontière Lanžhot/Kúty entre la République tchèque et la Slovaquie. Du côté de la Slovaquie, la liaison complète jusqu'à Bratislava-Lamač était réalisée en 1980 (autoroute D2 slovaque).

## Galerie

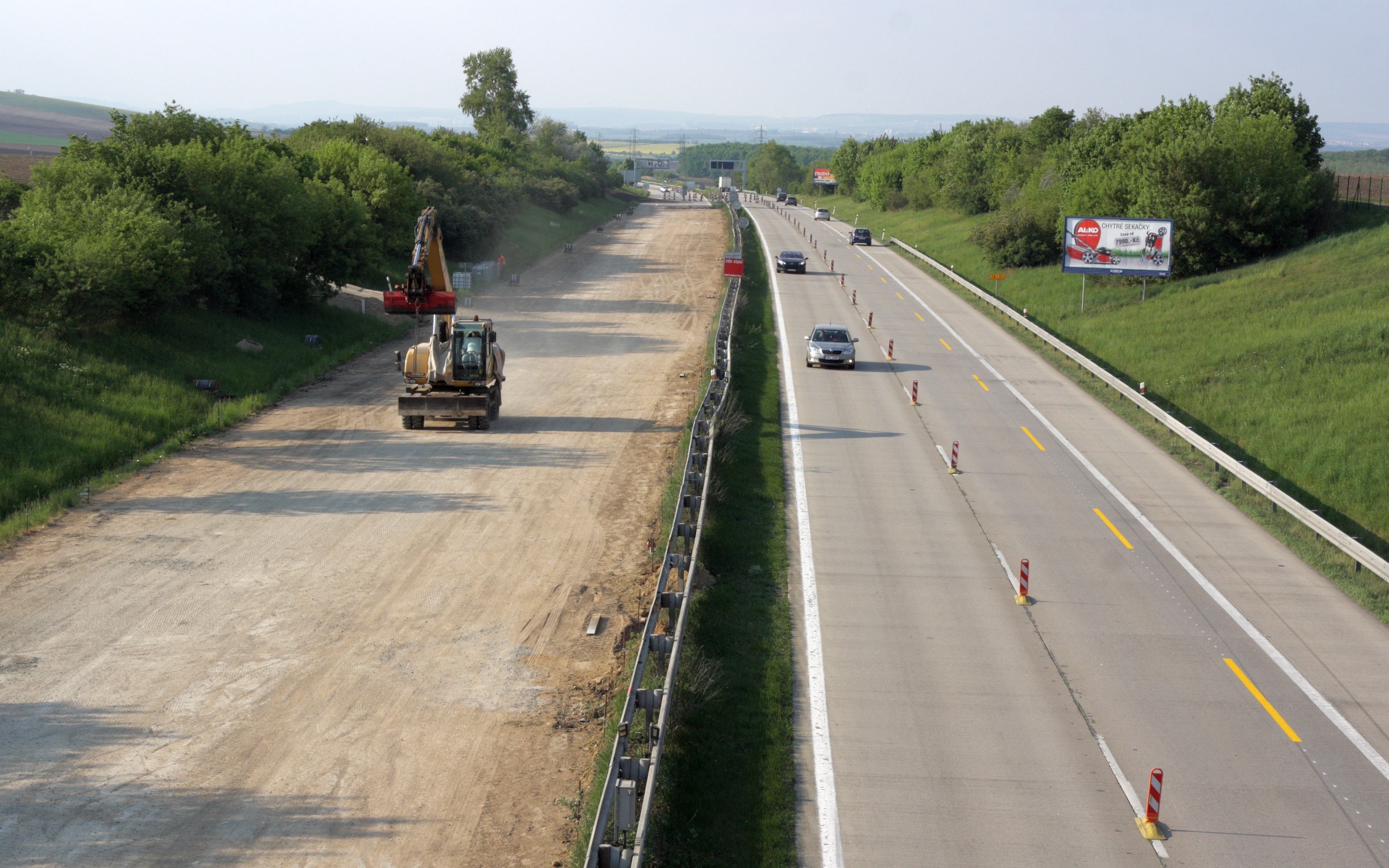
Travaux près de Velké Němčice en 2014.
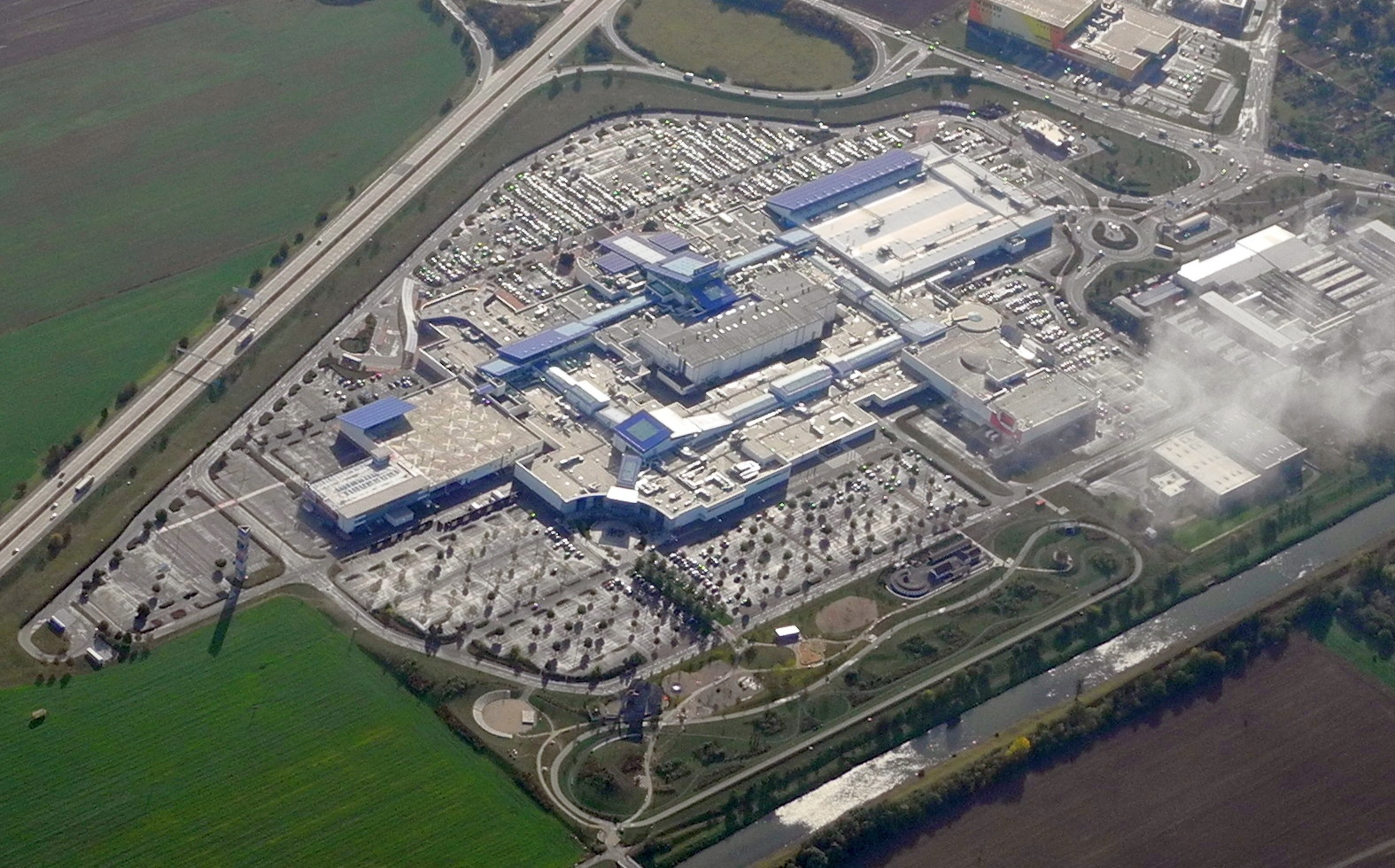
Centre commercial Olympia Brno et D2.

## Source
- (cs) Cet article est partiellement ou en totalité issu de l’article de Wikipédia en tchèque intitulé « Dálnice D2 » (voir la liste des auteurs).